# Witold Korytowski
Witold Korytowski (ur. 8 sierpnia 1850 w Grochowiskach Szlacheckich, zm. 10 lipca 1923 w Poznaniu) – doktor praw, minister skarbu Austro-Węgier, namiestnik Galicji, nestor przemysłu spirytusowego w Poznaniu.

## Życiorys
Był synem Teofila i Anastazji z Poleskich. Pochodził z wielkopolskiej rodziny ziemiańskiej herbu Mora. Ukończył poznańskie Gimnazjum św. Marii Magdaleny, po czym studiował w Berlinie, Zurychu, Monachium i Wiedniu, uzyskując stopień doktora praw. W 1874 otrzymał obywatelstwo austriackie. Pracował w Dolnoaustriackiej Prokuratorii Skarbu, a następnie w Ministerstwie Skarbu. W 1891 został przeniesiony do Lwowa na stanowisko wiceprezydenta Krajowej Dyrekcji Skarbu. W 1901 otrzymał tytuł tajnego radcy. W latach 1906–1908 sprawował funkcję ministra skarbu Austro-Węgier. W latach 1907–1913 był posłem do Rady Państwa. W 1908 w uzyskał też mandat posła Sejmu Krajowego Galicji. Pod koniec 1909 został mianowany przez cesarza na członka Izby Panów
W 1905 został odznaczony austriackim Krzyżem Wielkim Orderu Franciszka Józefa. Był też kanclerzem kapituły Orderu Korony Żelaznej i od 1907 kawalerem I klasy tego orderu. W 1908 został uhonorowany godnością doktora honoris causa Uniwersytetu Jagiellońskiego. Oprócz tego był również kawalerem Orderu Leopolda, wielkim oficerem serbskiego Orderu Krzyża Takowy oraz otrzymał Medal Jubileuszowy Pamiątkowy dla Cywilnych Funkcjonariuszów Państwowych.
Od 14 maja 1913 do 20 sierpnia 1915 był namiestnikiem Galicji. W 1914 wprowadził reformę ordynacji wyborczej do Sejmu Krajowego.
Otrzymał tytuły honorowego obywatelstwa miast Nowego Sącza (1910), Podgórza (17 marca 1914).
W 1919 przeprowadził się na stałe do Poznania. Zakładał i kierował spółkami związanymi z przemysłem spirytusowym.
Jego żoną była Wanda Zaborowska, z którą zaręczył się w 1898 r. Nie miał dzieci.